# Heteromeyenia latitenta
Heteromeyenia latitenta är en svampdjursart som först beskrevs av Thomas Henry Potts 1881.  Heteromeyenia latitenta ingår i släktet Heteromeyenia och familjen Spongillidae. Inga underarter finns listade i Catalogue of Life.